# Natale Faccenda
Natale Faccenda (Castiglioncello, 25 dicembre 1914 – Pistoia, 6 luglio 2003) è stato un calciatore italiano, di ruolo attaccante.

## Carriera

### Giocatore
Calciatore che giocava principalmente nel ruolo di ala, in gioventù gioco col Castiglioncello. Disputò poi due stagioni in Serie A con Livorno e Milan, per complessive 11 presenze in massima serie, con all'attivo una rete in occasione del successo interno per 4-0 del Milan sul Napoli alla prima di campionato della stagione 1940-1941.
Ha inoltre totalizzato 236 presenze e 71 reti in Serie B con le maglie di Livorno, Pisa e Pistoiese, centrando il successo nel campionato cadetto nella stagione 1936-1937.

### Allenatore
Allenò Siena, Rimini ed Anconitana; con i marchigiani conquistò una promozione in Serie C nella stagione 1974-1975, battendo nella classifica finale il Forlì guidato da Gastone Bean.

## Palmarès

### Giocatore

#### Competizioni nazionali
- Campionato italiano di Serie B: 2

Livorno: 1932-1933, 1936-1937

### Allenatore

#### Competizioni nazionali
- Serie C: 1

Prato: 1962-1963
- Serie D: 1

Ancona: 1974-1975